# Victor Ciorbea

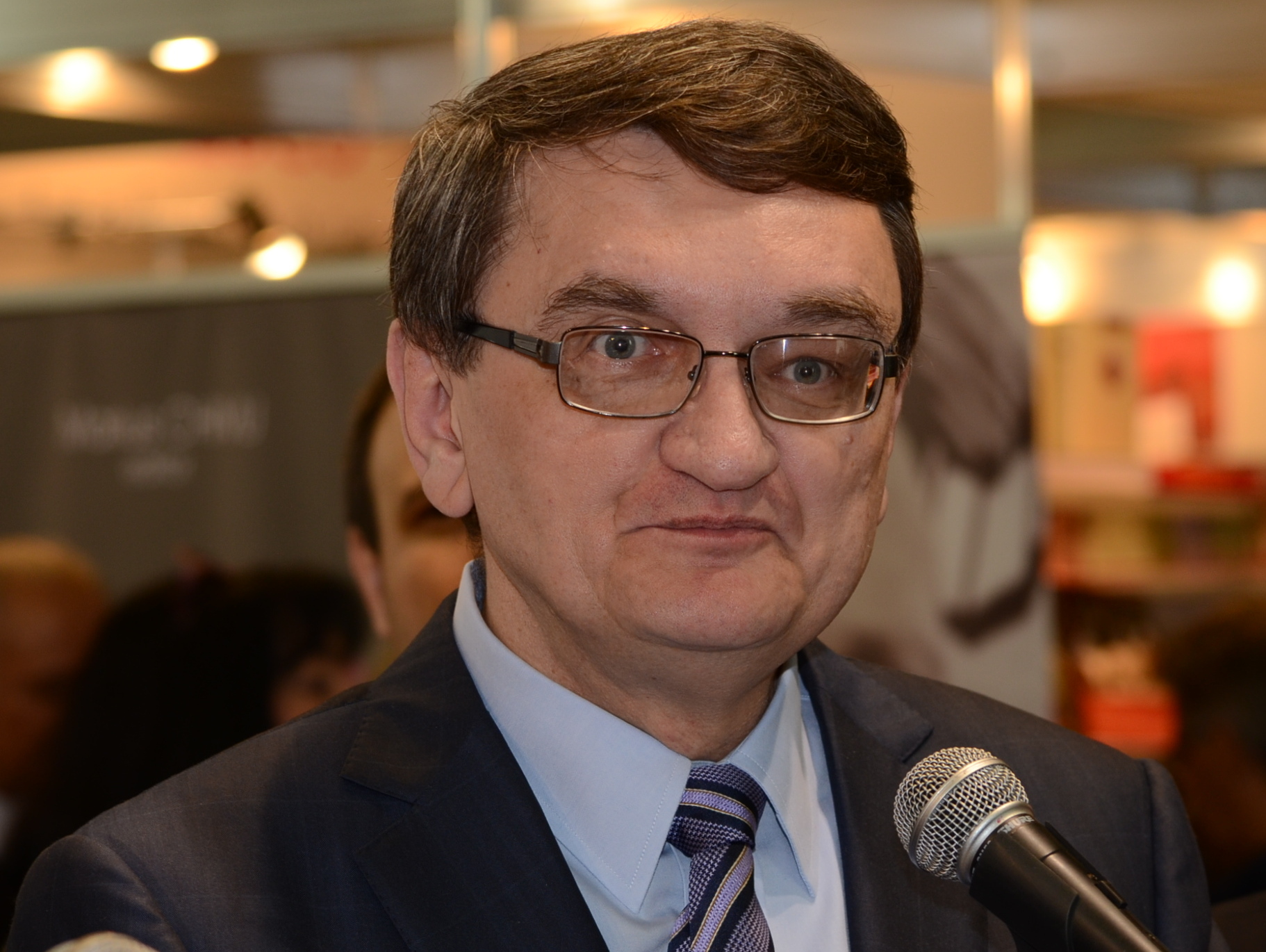
Victor Ciorbea

Victor Ciorbea (Ponor (District Alba), 26 oktober 1954) is een Roemeens politicus.

## Opleiding en vroege carrière
Victor Ciorbea studeerde rechten aan de Universiteit Babeş-Bolyai. In 1979 promoveerde hij. Van 1979 tot 1984 was rechter bij de rechtbank van Boekarest. In 1981 trad hij toe tot de Roemeense Communistische Partij (PCR), maar vervulde geen hoge partijfuncties en had geen contacten met de Securitate (Veiligheidsdienst). Van 1984 tot 1988 was hij openbaar aanklager en van 1984 tot 1990 was hij assistent, daarna docent aan de Universiteit van Boekarest.

## Vakbondsman
Victor Ciorbea werd na de omverwerping van het Ceaușescu-tijdperk (1989) in februari 1990 voorzitter van de Onderwijsbond van de Nationale Confederatie van Vrije Vakbonden van Roemenië (CNSLR, tot juni 1996). In juni 1990 werd hij tevens lid van het bestuur van de CNSLR. Van juni 1993 tot oktober 1994 voorzitter van de Nationale Confederatie van Vrije Vakbonden van Roemenië - Broederschap (Confederația Națională a Sindicatelor din România-Frăția, of CNSLR-Frăția). Deze vakbond was ontstaan na een fusie van de CNSLR en de vakbond Frăția in 1993. Hij bleef voorzitter van de CNSLR-Frăția tot juni 1996.

## Premier
Victor Ciorbea werd in 1996 lid van de Nationale Christen-Democratische Boerenpartij (Partidul Național Țărănesc - Creștin Democrat, PNȚ-CD), een partij die was aangesloten bij de Roemeense Democratische Conventie (Convenția Democrată Română). In juni 1996 werd hij burgemeester van Boekarest en in augustus van dat jaar voorzitter van de Vereniging van Roemeense Gemeenten. Hij werd door de CDR naar voren geschoven als kandidaat voor het premierschap. De CDR won de parlementsverkiezingen van november 1996 en Ciorbea vormde een coalitiekabinet van CDR, Sociaaldemocratische Unie (Roemeense Sociaaldemocratische Partij + Democratische Partij) en de Democratische Unie van Hongaren in Roemenië.
Tijdens zijn premierschap (12 december 1996 - 30 maart 1998) hield Ciorbea zich voornamelijk bezig met het hervormen van de economie en het terugdringen van de staatsschuld. De economische hervormingen, met name de privatisering van de staatsbedrijven, verliepen echter traag. Voorts werd onder Ciorbea's premierschap de corruptie aangepakt.

## Aftreden
Victor Ciorbea trad als premier af na een conflict met de voorzitter van de PNȚ-CD Ion Diaconescu. Ciorbea verliet de PNȚ-CD en stichtte op 17 april 1999 de kleine Nationale Christendemocratische Alliantie (Alianța Natională Creștin Democrată - ANCD). Ciorbea werd voorzitter van de ANCD. Victor Ciorbea richtte in oktober 1999 de Internationale Christelijke Coalitie op. De ANCD verloor de Roemeense parlementsverkiezingen van 2000 en de partij fuseerde met de PNȚ-CD (2 juni 2001). Ciorbea werd interim-voorzitter van Nationale Raad van de PNȚ-CD. Van 14 augustus 2001 tot 2004. In 2004 trad hij af ten gunste van Gheorghe Ciuhandu, de burgemeester van Timișoara. Deze wijzigde de partijnaam in Christendemocratische Volkspartij (Partidul Popular Creștin-Democrat, PPCD). In 2012 werd hij verkozen tot senator namens de PNL. In 2014 werd hij verkozen tot nationale ombudsman, zonder steun van zijn eigen partij maar met de steun van de PSD. Op 26 juni 2019 werd hij opgevolgd door Renate Weber.

## Verwijzingen
1. ↑  Victor Ciorbea, President of PNTCD
2. ↑  Hij was van 5 december 1997 tot 17 april 1999 vicevoorzitter van de PNȚ-CD, later was hij ook voorzitter van die partij
3. ↑  Hij bleef burgemeester en voorzitter van de Vereniging van Roemeense Gemeenten tot 30 maart 1998
4. ↑  Grote Oosthoek, Jaarboek 1997, blz. 232, red.: Grote Oosthoek